# Социалистическая партия (Аргентина)
Социалистическая партия (исп. Partido Socialista) — политическая партия в Аргентине; в настоящее время придерживается социал-демократических взглядов. Входит в Широкий прогрессивный фронт.
Партия была основана 28-29 июня 1896 года Хуаном Хусто и Хосе Инхеньеросом на съезде социалистических и профсоюзных групп. У истоков СПА также стоял социалист-реформист Николас Репетто. В 1912 году Хусто был избран депутатом Парламента Аргентины, а в 1924 году — сенатором от Буэнос-Айреса. Он возглавлял партию до своей смерти в 1928 году. С 1940-х партия потеряла часть сторонников из-за возникновения хустисиализма, выдвигавшего, кроме всего прочего, требования социальной справедливости.
В 1918 году от СПА откололась Коммунистическая партия Аргентины. Позднее происходили и другие отделения, наиболее известные из которых — Аргентинская социалистическая партия (с 1983 года — Настоящая социалистическая партия; существует и сегодня, представлена одним депутатом) и Демократическая социалистическая партия (в 2002 году слилась с СПА). В 2002 году несколько партий объединились с СПА.
С 1987 года партия после длительного перерыва представлена в Конгрессе, а с 2003 года — в Сенате. Партия пользуется большой поддержкой в провинции Санта-Фе; нынешний губернатор провинции — представитель партии Гермес Биннер.